# زیبیهیرو وریبو
زیبیهیرو وریبو (انگلیسی: Zabikhillo Urinboev؛ زادهٔ ۳۰ مارس ۱۹۹۵) یک بازیکن فوتبال اهل ازبکستان است. وی همچنین در تیم ملی فوتبال ازبکستان بازی کرده‌است.
از باشگاه‌هایی که در آن بازی کرده‌است می‌توان به باشگاه فوتبال بنیادکار، باشگاه فوتبال آلمالیق، باشگاه فوتبال متالورگ بیک‌آباد اشاره کرد.